# Jerry Proc
Jerry Proc (* um 1945) ist ein kanadischer Technikhistoriker. Zu seinen Themengebieten gehört die Geschichte der Militärtechnik, insbesondere die Geschichte der Funktechnik, der Radartechnik und der Verschlüsselungstechnik. Schwerpunkt ist in allen Fällen die Zeit während des Zweiten Weltkriegs mit einem besonderen Fokus auf kanadische Entwicklungen, beispielsweise zu His Majesty’s Canadian Ships (Seiner Majestät kanadische Schiffe).
Zu diesen Themen betreibt er eine Gruppe von Websites, auf denen er eine Fülle von Informationen zur freien Verfügung stellt. Dazu gehört Crypto Machines mit einer Vielzahl von Schlüsselmaschinen, unter anderem Rotor-Chiffriermaschinen.

## Leben
Jerry Proc wohnt in Etobicoke, einem Stadtbezirk von Toronto, der Provinzhauptstadt von Ontario. Seit 1964 ist er lizenzierter Funkamateur mit dem Rufzeichen VE3FAB. Seit frühester Jugend interessiert er sich für Hochfrequenztechnik und Elektronik, insbesondere für militärische Funkgeräte, den sogenannten Boat anchors.
Im Jahr 1970 schloss er sein Ingenieursstudium am Radio College of Canada mit dem Diplom in Elektrotechnik ab. Unmittelbar danach wirkte er sowohl in technischer als auch in leitender Funktion im Bereich Großrechner und Datenübertragung, zuletzt als Informatiker bei Bell Canada. Inzwischen ist er im Ruhestand.
Seit 1992 war er unter anderem an der Restaurierung der Funksysteme an Bord der Haida beteiligt, einem Zerstörer der zweiten Tribal-Klasse der Royal Canadian Navy (RCN) aus dem Jahr 1942, der seit 1984 zu den nationalen kanadischen Kulturgütern von historischer Bedeutung gezählt wird (National Historic Site of Canada). Bei seiner Arbeit auf dem Schiff entdeckte Jerry Proc Aufzeichnungen zur Rotor-Schlüsselmaschine KL‑7, die zu diesem Zeitpunkt nahezu in Vergessenheit geraten war. Es gelang ihm, die fehlenden Informationen mithilfe der US‑amerikanischen National Security Agency (NSA) zu beschaffen.
In den Jahren 1998 bis 2001 besuchte er, teilweise mehrfach, das Naval Museum in Halifax, das Military Communications and Electronics Museum in Kingston (beide in Kanada) sowie das National Cryptologic Museum in Fort Meade (USA). Dort machte er eine Vielzahl von Fotografien und beschloss, diese der Allgemeinheit zur Verfügung zu stellen.